# Un amore così grande (album)
Un amore così grande, pubblicato nel 2000, è un album della cantante italiana Manuela Villa.

## Tracce
1. Granada – 4:35
2. Buongiorno tristezza – 3:50
3. Questo amore vola – 3:51
4. Spanish eyes – 4:07
5. Voglio vivere così – 2:59
6. Anna è – 3:19
7. Un amore così grande – 5:01
8. Fumo negli occhi – 2:44
9. Una carezza sull'anima – 4:41
10. Mexico – 3:27
11. Non pensare a me – 2:46
12. Quanto tempo – 4:52